# Île du Sud
« South Island » redirige ici. Pour les autres significations, voir South Island (homonymie).
L'île du Sud (en anglais : South Island et en maori de Nouvelle-Zélande : Te Waipounamu) est l'une des deux îles principales de la Nouvelle-Zélande, l'autre étant l'île du Nord dont elle est séparée par le détroit de Cook.
Son nom maori est Te Waipounamu, qui signifie : « La rivière des pierres vertes », en raison de la néphrite que les Maoris y avaient découverte. Au XIXe siècle, plusieurs cartes la désignaient sous le nom de Middle Island ou New Munster, le nom île du Sud ou New Leinster étant attribué à ce qui est aujourd'hui l'île Stewart.
On la connait également sous le nom d'île de Jade.
L'île du Sud est la douzième plus grande île au monde. Située en mer de Tasman, elle a ses rives orientales qui ouvrent sur l'océan Pacifique. Le long de sa côte occidentale se trouvent les Alpes du Sud dont le mont Cook est le point culminant avec 3 724 m d'altitude. Elle est sujette à de nombreux et importants séismes, notamment le séisme de 2010 et celui de 2011 ayant partiellement détruit la ville de  Christchurch.

## Régions
- Canterbury
- Marlborough
- Nelson
- Otago
- Southland
- Tasman
- West Coast

## Villes
- Akaroa
- Alexandra
- Ashburton
- Blenheim
- Christchurch
- Dunedin
- Invercargill
- Greymouth
- Hokitika
- Kaiapoi
- Kaikoura
- Mosgiel
- Methven
- Murchison
- Nelson
- Oamaru
- Omarama
- Picton
- Queenstown
- Rolleston (Nouvelle-Zélande)
- Te Anau
- Timaru
- Waikouaiti
- Waimate
- Wanaka
- Westport

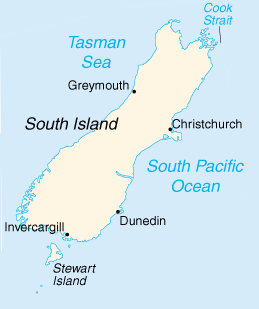
Carte de l'île du Sud.

La ville la plus peuplée est Christchurch, suivie par Dunedin.

## Géographie

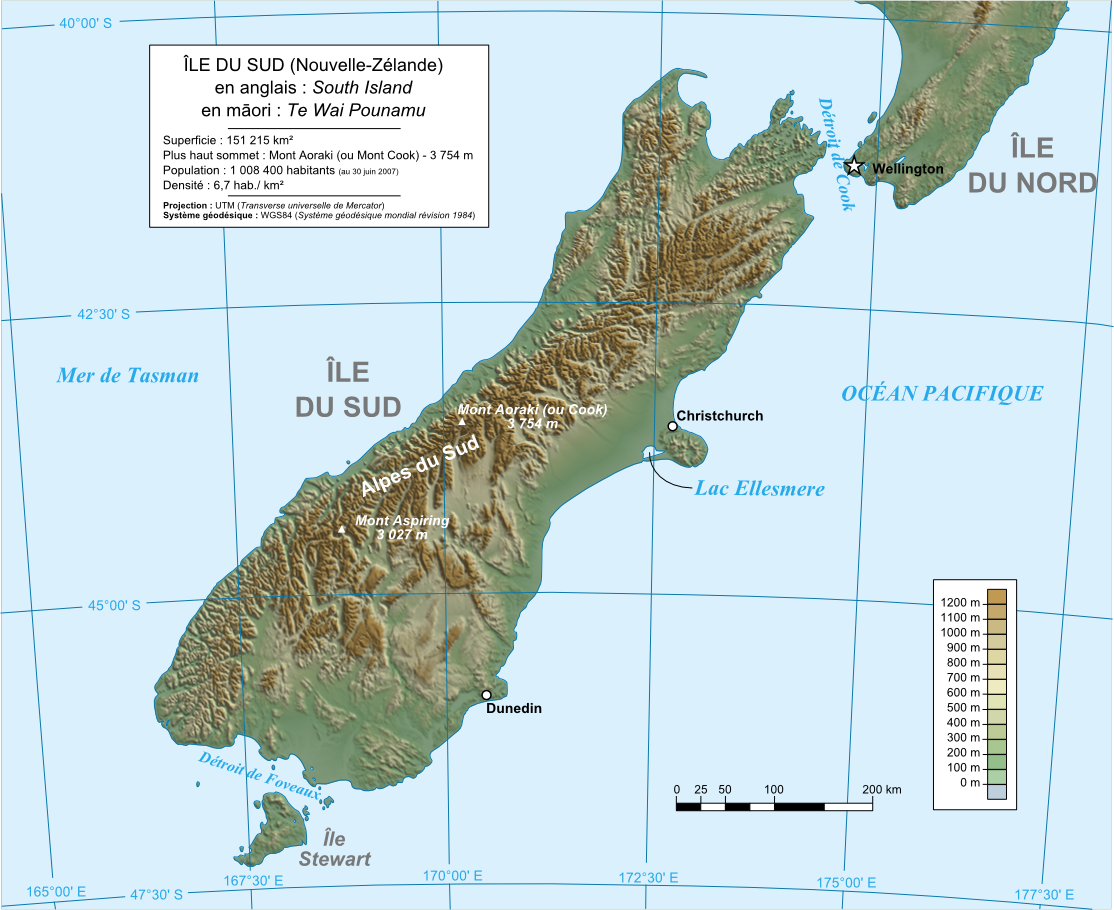
Carte topographique de l'île du Sud.

- Alpes du Sud

- Col d'Arthur
- Péninsule de Banks
- Cap Foulwind
- Cap Farewell
- The Catlins
- Doubtful Sound
- Dusky Sound
- Glacier Fox
- Farewell Spit
- Glacier François-Joseph
- Col de Haast (en)
- Lac Pukaki
- Lac Tekapo
- Lac Wakatipu
- Lac Te Anau
- Bassin de Mackenzie
- Milford Sound
- Mont Cook
- Remarkables
- Golden Bay
- Queenstown Hill
- Wharariki Beach

Lewis Pass (en), dans les Alpes du Sud, sur l'île du Sud. Avril 2019.
Montagnes du Black Range, dans l'île du Sud. Octobre 2019.
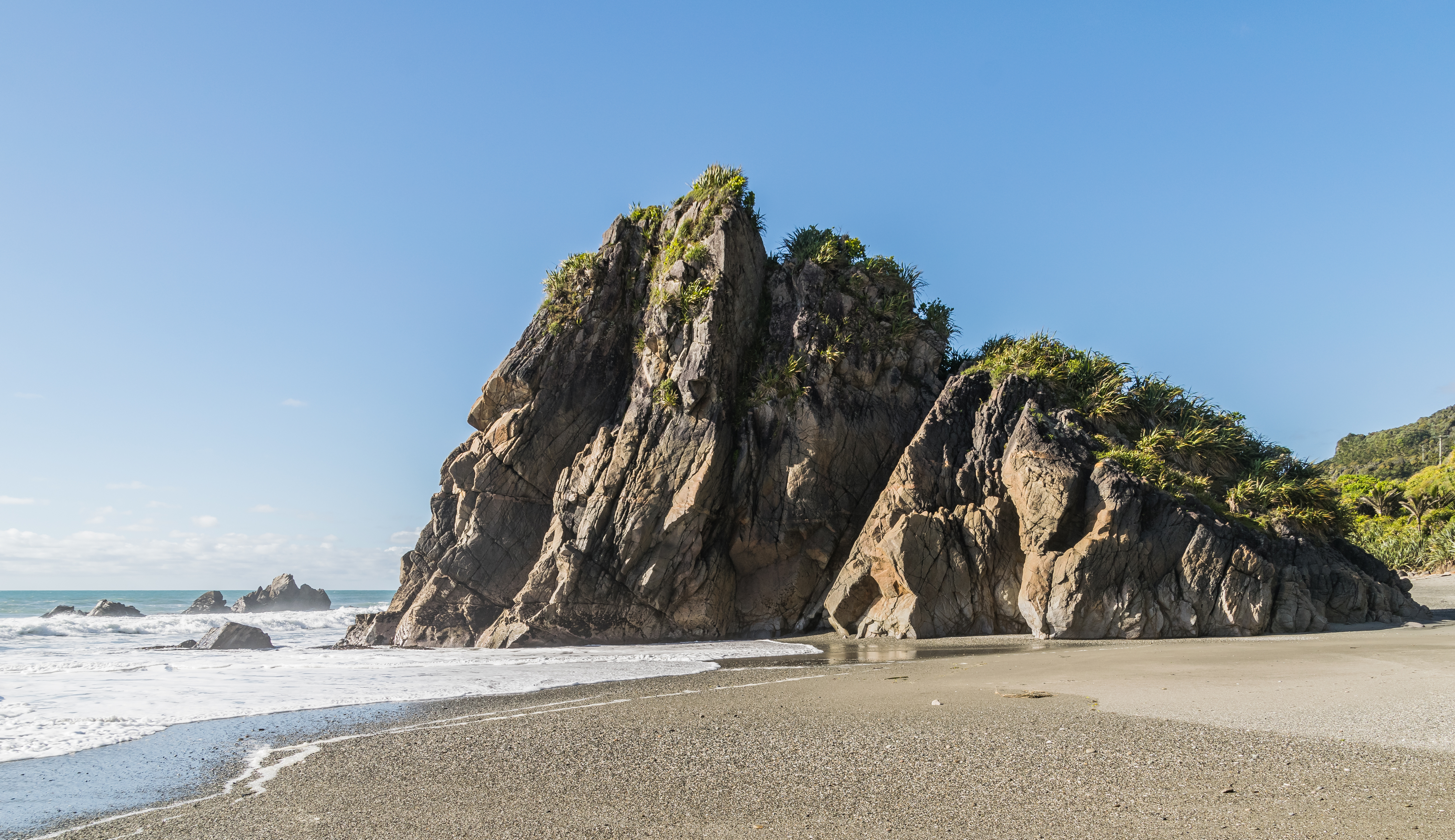
Meybille Bay dans l'île du sud. Novembre 2017.

## Faune
Il existe plusieurs espèces d'oiseaux endémiques à l'île du Sud. Ils comprennent notamment le nestor kéa, le kiwi roa, le kiwi d'Okarito, le glaucope cendré, l'huîtrier de Finsch, la perruche de Malherbe, le cormoran caronculé, la guifette des galets, le troglodyte des rochers.

## Tournage de films
Plusieurs films ont été tournés en grande partie sur l'île du Sud comme Le Seigneur des anneaux et Le Monde de Narnia : Le Lion, la Sorcière blanche et l'Armoire magique.